# Anopheles oryzalimnetes
Anopheles oryzalimnetes is een muggensoort uit de familie van de steekmuggen (Culicidae). De wetenschappelijke naam van de soort is voor het eerst geldig gepubliceerd in 2009 door Wilkerson & Motoki.